# Фрідріх Георг Юнгер
Фрідріх «Фріц» Георг Юнґер (1 вересня 1898 — 20 липня 1977) — німецький письменник і юрист. Писав поезію, культурну критику та романи. Молодший брат Ернста Юнґера.

## Життя і творчість
Молодший брат Ернста Юнґера пішов добровольцем на військову службу в 1916 році і був важко поранений у битві під Лангемарком. Після Першої світової війни вивчав право та камералістику в університетах Лейпцига та Галле-Віттенберга. Переїхавши до Берліна, він разом з братом почав співпрацювати з націоналістичним журналом «Widerstand» та людьми з його оточення, такими як Фрідріх Хільшер та Ернст Нікіш. 1926 року він опублікував націонал-революційний маніфест «Ауфмарш націоналізму», в якому вихваляв мужність майбутньої революційної держави наступними словами: «Нехай гинуть тисячі, навіть мільйони; що значать ці ріки крові в порівнянні з державою, в яку вливається весь неспокій і туга німецької істоти!».
Його позиція проти націонал-соціалізму чітко виражена у вірші «Der Mohn», опублікованому в збірці «Gedichte» (1934), через що його допитували в гестапо. Повторний допит відбувся у 1937 році, коли Нікіша заарештували. Того ж року він покинув Берлін і переїхав до Ернста в Уберлінген, а через два роки брати переїхали до Кірхгорста біля Ганновера. Тут він написав «Провал технології» — дослідження механізації, що містить міркування, які згодом стануть асоціюватися з екологічним рухом. Після одруження він повернувся до Уберлінґена і оселився в будинку, який колись належав його батькам. Звідти він писав про грецьку міфологію і почав працювати над перекладом «Одіссеї», який зрештою опублікував у 1981 році.
До повоєнних творів Юнґера належать поезія, романи, есеї та оповідання. Серед них монографія «Ніцше» (1949) та роман «Генріх Марш» (1979), в якому описаний досвід його покоління. Важливий вплив на його мислення та творчість на ранньому етапі мали Жан Поль, Крістіан Дітріх Граббе, Георг Тракль, Девід Юм та Освальд Шпенглер. А також поезія Стародавньої Греції, ісландські саги, поезія Фрідріха Гельдерліна, Едуарда Моріке, Йозефа Фрайхерра фон Айхендорфа та Шарля Бодлера, його брата Ернста, Мартіна Гайдеґґера, Пауля Йорка фон Вартенбурга та Рудольфа Касснера.

## Вибрані твори
- Марш націоналізму (1926)
- Вірші (1934) — поезія
- Переодягнений Тесей (1934) — п'єса
- Телець (1937) — поезія
- Міссурі (1940) — поезія
- Грецькі боги (1943) — есе
- Титани (1944) — есе
- Досконалість техніки (1946) — есе
- Англійський переклад: The Failure of Technology: Perfection Without Purpose (1949) — есе
- Ніцше (1949) — есе
- Зелені гілки (1951) — автобіографія
- Ірис на вітрі (1952) — поезія
- Ігри (1953) — есе
- Перша банда (1954) — роман
- Кільце років (1954) — поезія
- Пам'ять про батьків (1955) — автобіографія
- Чорна ріка і біловезький ліс (1955) — поезія
- Дві сестри (1956) — роман
- Пам'ять і пам'ять (1957) — есе
- Мова і думка (1962) — есе
- Генріх Марш (1979) — роман
- Одіссея Гомера (1981) — переклад